# Algyroides
Algyroides – rodzaj jaszczurek z rodziny jaszczurkowatych (Lacertidae).

## Zasięg występowania
Rodzaj obejmuje gatunki występujące w południowej Europie (Hiszpania, Francja (Korsyka), Włochy (włącznie z Sardynią), Słowenia, Chorwacja, Bośnia i Hercegowina, Czarnogóra, Albania, Grecja, Macedonia Północna i Serbia).

## Systematyka

### Etymologia
- Algyroides (Algiroides): rodzaj Algyra Cuvier, 1829; gr. -οιδης -oidēs „przypominający”[7].
- Notopholis: gr. νωτον nōton „tył, grzbiet”[8]; φολις pholis, φολιδος pholidos „rogowa łuska”[9]. Gatunek typowy: Notopholis fitzingeri Wiegmann, 1834; młodszy homonim Notopholis Wagler, 1830 (Lacertidae).
- Tropidopholis: gr. τροπις tropis, τροπιδος tropidos „kil statku”[10]; φολις pholis, φολιδος pholidos „rogowa łuska”[9]. Nazwa zastępcza dla Notopholis Wiegmann, 1834.

### Podział systematyczny
Do rodzaju należą następujące gatunki:
- Algyroides fitzingeri (Wiegmann, 1834) – łusecznica mała
- Algyroides hidalgoi Bosca, 1916 – łusecznica hiszpańska
- Algyroides moreoticus Bibron & Bory, 1833 – łusecznica peloponeska
- Algyroides nigropunctatus (Duméril & Bibron, 1839) – łusecznica wspaniała